# Formyltétrahydrofolate déshydrogénase
La formyltétrahydrofolate déshydrogénase est une oxydoréductase qui catalyse la réaction chimique :
10-formyltétrahydrofolate + NADP+ + H2O  {\displaystyle \rightleftharpoons }  tétrahydrofolate + CO2 + NADPH+H+.